# Rio Jaguariaíva
O rio Jaguariaíva é um curso de água que banha o estado do Paraná, no Brasil. 
O rio Jaguariaiva tem sua nascente no município de Piraí do Sul e sua foz no rio Itararé já no municipio de São José da Boa Vista.

## Etimologia
"Jaguariaíva" é um termo proveniente da língua tupi, significando "rio ruim das onças", a partir da junção dos termos îagûara (onça),  'y  (rio, água) e aíba (ruim). É o rio que forma o 8°Cânion mais extenso do mundo, o cenário é o mais bonito do Brasil para a prática de rafting.